# 메스 (프랑스)
메스(프랑스어: Metz, [mɛs], 독일어: Metz 메츠[*], [ˈmɛts])는 프랑스 동북부 모젤주에 있는 도시로, 로렌 지방의 주도이다. 인구는 124,500명(2005년 기준)이다.
로렌 지방의 중앙부, 모젤강과 세유강의 합류점에 위치한다. 독일·룩셈부르크 국경과 가깝고, 예로부터 여러 지방으로 통하는 교통로의 요지로 발전하였다. 켈트족의 부족인 메디오마트리키(Mediomatrici)인들이 이 곳을 중심지로 하여 메스라는 지명이 유래한다. 그 후 로마 제국의 한 중심지로 기독교가 퍼지고 주교좌 소재지가 되었다. 843년 카롤링거 왕조의 분할로 중프랑크 왕국이 형성되며 로타르 1세의 통치 아래 로렌(로타르의 이름에서 유래함)의 수도가 되었다. 수도는 낭시로 옮겨졌으나, 중세 시대에는 신성 로마 제국의 관할하에 교역의 중심지로 번영했고, 16세기 앙리 2세의 보호를 받으며 프랑스의 영토가 되었다. 철·석탄이 풍부한 이 지역은 독일과의 분쟁 대상이 되어 프로이센-프랑스 전쟁으로 1871년 독일에 넘어갔다. 제1차 세계대전 후 다시 프랑스로 양도되었고, 제2차 세계대전 때 잠시 독일에 다시 점령당했고, 전쟁터가 되었다. 그 후 20세기 후반, 새로 형성된 로렌 지방의 주도는 낭시 대신 메스가 되었다.
로렌 지방의 중심지로, 제철 공업을 비롯한 다양한 공업이 발달하였다. 파리와 스트라스부르를 동서로 잇는 고속도로·철도가 통하며, 이는 독일로 연결된다. 북쪽의 룩셈부르크로 연결되는 도로와 철도도 통한다. 모젤강과 통하는 운하로 연결되는 내륙 항구이기도 하다. 시내의 볼거리로는 고딕 양식의 메스 대성당(생테티엔 대성당), 중세 시대때 구축된 성벽, 로마 제국 시절의 유물 등이 있다.

## 인구
| 연도 | 인구   | ±% p.a. |
| ---- | ------ | ------- |
| 1793 | 36,878 | —       |
| 1800 | 32,099 | −1.96%  |
| 1806 | 39,131 | +3.36%  |
| 1821 | 42,030 | +0.48%  |
| 1836 | 42,793 | +0.12%  |
| 1841 | 39,767 | −1.46%  |
| 1861 | 56,888 | +1.81%  |
| 1866 | 54,817 | −0.74%  |
| 1872 | 51,332 | −1.09%  |
| 1875 | 45,856 | −3.69%  |
| 1880 | 53,131 | +2.99%  |

| 연도 | 인구   | ±% p.a. |
| ---- | ------ | ------- |
| 1885 | 54,072 | +0.35%  |
| 1890 | 60,186 | +2.17%  |
| 1895 | 59,794 | −0.13%  |
| 1900 | 58,462 | −0.45%  |
| 1905 | 60,419 | +0.66%  |
| 1910 | 54,965 | −1.87%  |
| 1921 | 62,311 | +1.15%  |
| 1926 | 69,624 | +2.24%  |
| 1931 | 78,767 | +2.50%  |
| 1936 | 83,119 | +1.08%  |
| 1946 | 70,105 | −1.69%  |

| 연도 | 인구    | ±% p.a. |
| ---- | ------- | ------- |
| 1954 | 85,701  | +2.54%  |
| 1962 | 102,771 | +2.30%  |
| 1968 | 107,537 | +0.76%  |
| 1975 | 111,869 | +0.57%  |
| 1982 | 114,232 | +0.30%  |
| 1990 | 119,594 | +0.58%  |
| 1999 | 123,776 | +0.38%  |
| 2007 | 123,580 | −0.02%  |
| 2012 | 119,551 | −0.66%  |
| 2017 | 116,429 | −0.53%  |

## 기후
| 메스의 기후                                                      | 메스의 기후  | 메스의 기후  | 메스의 기후 | 메스의 기후 | 메스의 기후 | 메스의 기후 | 메스의 기후  | 메스의 기후  | 메스의 기후 | 메스의 기후 | 메스의 기후  | 메스의 기후 | 메스의 기후   |
| 월                                                               | 1월          | 2월          | 3월         | 4월         | 5월         | 6월         | 7월          | 8월          | 9월         | 10월        | 11월         | 12월        | 연간          |
| ---------------------------------------------------------------- | ------------ | ------------ | ----------- | ----------- | ----------- | ----------- | ------------ | ------------ | ----------- | ----------- | ------------ | ----------- | ------------- |
| 역대 최고 기온 °C (°F)                                           | 16.1 (61.0)  | 20.8 (69.4)  | 25.1 (77.2) | 29.6 (85.3) | 33.2 (91.8) | 37.7 (99.9) | 39.7 (103.5) | 39.5 (103.1) | 34.3 (93.7) | 26.8 (80.2) | 23.3 (73.9)  | 18.1 (64.6) | 39.7 (103.5)  |
| 일평균 최고 기온 °C (°F)                                         | 5.4 (41.7)   | 7.1 (44.8)   | 11.6 (52.9) | 16.0 (60.8) | 20.0 (68.0) | 23.6 (74.5) | 25.8 (78.4)  | 25.5 (77.9)  | 20.9 (69.6) | 15.4 (59.7) | 9.4 (48.9)   | 6.0 (42.8)  | 15.6 (60.1)   |
| 일일 평균 기온 °C (°F)                                           | 2.7 (36.9)   | 3.6 (38.5)   | 7.0 (44.6)  | 10.5 (50.9) | 14.5 (58.1) | 17.9 (64.2) | 20.1 (68.2)  | 19.7 (67.5)  | 15.7 (60.3) | 11.3 (52.3) | 6.5 (43.7)   | 3.5 (38.3)  | 11.1 (52.0)   |
| 일평균 최저 기온 °C (°F)                                         | 0.0 (32.0)   | 0.1 (32.2)   | 2.4 (36.3)  | 4.9 (40.8)  | 9.0 (48.2)  | 12.3 (54.1) | 14.4 (57.9)  | 14.0 (57.2)  | 10.4 (50.7) | 7.2 (45.0)  | 3.6 (38.5)   | 1.0 (33.8)  | 6.6 (43.9)    |
| 역대 최저 기온 °C (°F)                                           | −20.1 (−4.2) | −23.2 (−9.8) | −15.3 (4.5) | −5.1 (22.8) | −2.5 (27.5) | 1.9 (35.4)  | 4.3 (39.7)   | 3.9 (39.0)   | −1.1 (30.0) | −6.2 (20.8) | −11.7 (10.9) | −17.0 (1.4) | −23.2 (−9.8)  |
| 평균 강수량 mm (인치)                                            | 61.9 (2.44)  | 56.0 (2.20)  | 51.1 (2.01) | 45.1 (1.78) | 56.9 (2.24) | 56.1 (2.21) | 59.8 (2.35)  | 59.3 (2.33)  | 61.5 (2.42) | 64.8 (2.55) | 64.5 (2.54)  | 76.5 (3.01) | 713.5 (28.09) |
| 평균 강수일수 (≥ 1.0 mm)                                         | 11.1         | 10.0         | 9.9         | 8.3         | 9.6         | 9.1         | 8.9          | 9.0          | 8.4         | 10.3        | 11.4         | 12.2        | 118.1         |
| 평균 강설일수                                                    | 7.8          | 6.3          | 4.6         | 1.9         | 0.1         | 0           | 0            | 0            | 0           | 0.1         | 1.3          | 5.7         | 27.8          |
| 평균 월간 일조시간                                               | 52.7         | 79.1         | 127.1       | 177         | 201.5       | 219         | 226.3        | 213.9        | 159         | 99.2        | 48           | 40.3        | 1,643.1       |
| 평균 일일 일조시간                                               | 1.7          | 2.8          | 4.1         | 5.9         | 6.5         | 7.3         | 7.3          | 6.9          | 5.3         | 3.2         | 1.6          | 1.3         | 4.5           |
| 평균 일일 낮 시간                                                | 8.8          | 10.2         | 11.9        | 13.8        | 15.3        | 16.1        | 15.7         | 14.3         | 12.6        | 10.8        | 9.2          | 8.3         | 12.3          |
| 출처 1: 프랑스 기상청 (평년값: 1991년~2020년, 극값: 1940년~현재) |              |              |             |             |             |             |              |              |             |             |              |             |               |
| 출처 2: Weather Atlas (강설일수/일조시간)                        |              |              |             |             |             |             |              |              |             |             |              |             |               |

## 자매 도시
- 룩셈부르크 룩셈부르크 (1952년)
- 독일 트리어 (1957년)
- 영국 글로스터 (1960년)
- 미국 타일러 (1983년)
- 프랑스 생드니 (1986년)
- 이스라엘 케피말 (1987년)
- 중국 이창 시 (1991년)
- 체코 흐라데츠 크랄로베 (2001년)
- 미국 캔자스시티 (2003년)